# حسن باسم سرور
حسن باسم سرور (عربی: حسن باسم سرور؛ زادهٔ ۱۸ دسامبر ۲۰۰۱) بازیکن فوتبال اهل لبنان است.
وی همچنین در تیم‌های ملی فوتبال زیر ۱۹ سال، زیر ۲۳ و بزرگسالان لبنان بازی کرده‌است.